# 黑澤爾頓鎮區 (明尼蘇達州艾特金縣)
黑澤爾頓鎮區（英語：Hazelton Township）是位於美國明尼蘇達州艾特金縣的一個行政鎮區。

## 地方資料
黑澤爾頓鎮區的面積為183.30平方千米，當中陸地面積為72.90平方千米，而水域面積為110.40平方千米。根據2020年美國人口普查的數據，當地共有人口792人，而人口密度為每平方千米4.32人。